# Knockando (palírna)
Knockando je skotská palírna společnosti United Distillers & Vintners nacházející se ve vesnici Knockando poblíž města Aberlour v hrabství Banffshire, jenž vyrábí skotskou sladovou malt whisky.

## Historie
Palírna byla založena v roce 1898 a produkuje čistou sladovou malt whisky. V roce 1969 si palírna prošla generální rekonstrukcí. Tato palírna byla jako první ze skotských palíren elektrifikovaná. Produkuje whisky značky Knockando, což je 10letá whisky s obsahem alkoholu 40%. Velká část se používá na míchání s ostatními whisky, jako je např. J&B and Spey Royal. Tato whisky je velmi suchá a sladová.